# Hraň
Hraň és un poble i municipi d'Eslovàquia. Es troba a la regió de Košice, a l'est del país.

## Història
La primera referència escrita de la vila data del 1331.

## Demografia
| Godina             | 1994 | 2004   | 2014   | 2024   |
| ------------------ | ---- | ------ | ------ | ------ |
| Nombre de persones | 1436 | 1566   | 1617   | 1528   |
| Diferència         |      | +9,05% | +3,25% | −5,50% |

| Godina             | 2023 | 2024   |
| ------------------ | ---- | ------ |
| Nombre de persones | 1551 | 1528   |
| Diferència         |      | −1,48% |